# James Badge Dale
James Badge Dale (ur. 1 maja 1978 w Beverly Hills) – amerykański aktor filmowy i telewizyjny.

## Filmografia

### Aktor
- Władca much (Lord of the Flies, 1990) jako Simon
- 24 godziny (24, 2001) jako Chase Edmunds (2003–2004)
- Nola (2003) jako Ben
- Cross Bronx (2004) jako Rob-O
- Infiltracja (The Departed, 2006) jako Barrigan
- Pacyfik jako Robert Leckie
- Iron Man 3 jako Savin
- World War Z (2013) jako Kapitan Speke
- 13 godzin: Tajna misja w Benghazi (2016) jako Rone
- Tylko dla odważnych (2017) jako Jesse Steed

### Aktor gościnnie
- Prawo i bezprawie (Law & Order: Special Victims Unit, 1999) jako Danny Jordan
- Kryminalne zagadki Las Vegas (CSI: Crime Scene Investigation, 2000) jako Adam Trent
- Kryminalne zagadki Miami (CSI: Miami, 2002) jako Henry Darius
- Nocny kurs (Hack, 2002–2004) jako Billy Ryan
- Wołanie o pomoc (Rescue Me, 2004) jako Timo Gavin
- Kryminalne zagadki Nowego Jorku (CSI: NY, 2004) jako Henry Darius